# Clidemia quinquenervia
Clidemia quinquenervia là một loài thực vật có hoa trong họ Mua. Loài này được (Mill.) Almeda mô tả khoa học đầu tiên năm 2004.